# Amour pour amour
Amour pour amour (Love for Love en anglais) est une comédie de la Restauration écrite par le dramaturge anglais William Congreve et jouée pour la première fois en 1695. La pièce, en cinq actes, s’inscrit dans le cadre de la littérature de la Restauration anglaise.
Amour pour amour est inspirée de L'Homme franc de William Wycherley.

## Argument
La pièce retrace les tribulations de Valentine, un jeune homme tombé amoureux d’Angelica et luttant contre sa famille, contre ses créanciers et contre la propre indifférence de la jeune femme pour parvenir à séduire cette dernière.